# Unbreakable (Sinplus-Lied)
Unbreakable (englisch für „unzerstörbar“) ist ein englischsprachiges Lied der Schweizer Band Sinplus von ihrem Debütalbum Disinformation.

## Eurovision Song Contest
Unbreakable wurde im September 2011 auf der Videoplattform des Schweizer Fernsehens eingetragen, gleichzeitig nahm es noch an der französischsprachigen und italienischsprachigen Auswahl zum Eurovision Song Contest 2012 teil. Letztere fand am 8. November statt, und neben der Sängerin Chiara Dubey wurde das Lied für die Grosse Entscheidungsshow ausgewählt.
Obwohl im Vorfeld Lys Assia (Gewinnerin des ersten Eurovision Song Contest im Jahr 1956) mit ihrem Beitrag C’était ma vie als Favoritin gehandelt wurde, setzte sich Unbreakable letztlich mit 17,87 % der Anrufe gegen die 13 Konkurrenten durch. Neben der Stammbesetzung der Musikgruppe Sinplus trat zusätzlich Lisa Panigada am Bass auf. Sie soll auch beim Eurovision-Song-Contest die Band verstärken. Beim Eurovision Song Contest, der in Baku, der Hauptstadt Aserbaidschans, stattfand, trat die Schweiz im ersten Halbfinale am 22. Mai 2012 an, verpasste jedoch die Qualifikation für das Finale. Unbreakable belegte den elften Platz mit 45 Punkten, das sind sieben Punkte Rückstand zum zehnten Platz, der die Qualifikation für das Finale bedeutet hätte.
Unbreakable ist der 52. Beitrag der Schweiz zum Eurovision Song Contest und das achte englischsprachige Lied des Landes. Mit Sinplus wurden zum ersten Mal seit 2008 ein Künstler aus der italienischen Schweiz ausgewählt sowie zum elften Mal insgesamt. Es handelt sich zudem um denjenigen Beitrag, der als erstes für den Eurovision Song Contest 2012 gewählt wurde.

## Inhalt
Das Lied handelt von jemandem, der gegen Strom schwimmt und seinen Träumen folgt und dem alles gelingt, weil er unzerbrechlich ist.
In Unbreakable geht es um eine Person, die alles tun kann, das sie will, egal wie schwierig es ist. Dabei wird sie von einem Ich-Erzähler aufgefordert, gegen den Strom zu schwimmen und dabei ihrem wildesten Traum zu folgen. Durch das Lied wollten Sinplus eine „starke, direkte und einfache Botschaft, die den Leuten zu Herzen geht“ (Ivan Broggini) ausdrücken. Die Botschaft des Liedes sei positiv und verständlich und perfekt für diesen Anlass.

## Kritik
Die Expertengruppe, bestehend aus Carlos Leal, Stämpf und Nik Hartmann, wie auch die Sängerin und Vorjahresvertreterin Anna Rossinelli bewerteten das Lied positiv, zum Beispiel als „extrem erfrischend“. Der deutsche ESC-Blogger Jan Feddersen hingegen kritisierte, Unbreakable sei „20 Jahre hinter allem zurück, was gerade aktuell ist“, sowie ihren Auftritt, dem „nichts wirklich Überragendes, Spannendes oder Interessantes“ anhafte, und prognostizierte, das Lied würde sich nicht für das ESC-Finale qualifizieren.